# Improvisation musicale

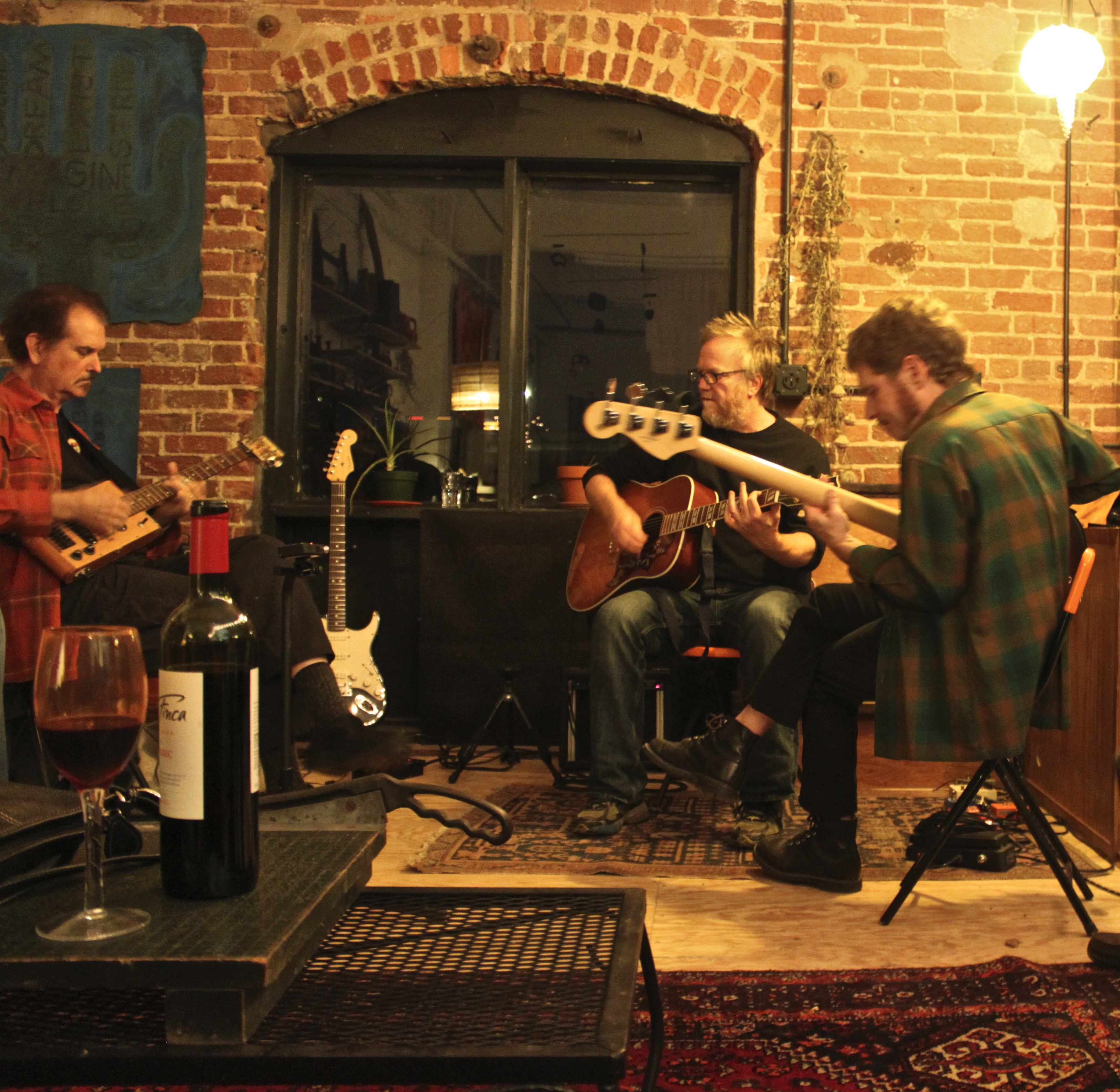
Session d'improvisation dans un magasin, aux États-Unis.

Pour les articles homonymes, voir improvisation.
 (mai 2018).
Si vous disposez d'ouvrages ou d'articles de référence ou si vous connaissez des sites web de qualité traitant du thème abordé ici, merci de compléter l'article en donnant les références utiles à sa vérifiabilité et en les liant à la section « Notes et références ».
En musique, l'improvisation est le processus par lequel le musicien crée ou produit une œuvre musicale spontanée, imaginaire ou ex nihilo, en se servant de sa créativité dans l'instant, de son savoir technique et théorique et parfois aussi du hasard.

## Caractéristiques
L'improvisation est souvent associée à des notions telles que la spontanéité, le hasard, l'inspiration. Cependant, l'improvisation n'est pas complètement libre, ni dépourvue de règles. De même, à moins d'être figée par enregistrement, l'improvisation musicale est rarement pleinement déterminée. Il est en effet impossible d'échapper complètement aux aléas du présent dans ses moindres détails et il est donc impossible de reproduire une improvisation (ou une interprétation) à l'identique. À l'opposé, l'improvisation libre (parfois appelée musique improvisée dans le sens de « musique totalement improvisée ») vise à la situation inverse en recherchant à s'affranchir au maximum de toute règle. Ces deux situations extrêmes montrent que, plutôt que d'opposer la musique improvisée à celle qui ne l'est pas, l'improvisation musicale peut être entendue à différents degrés.

### Improvisation et composition
Même si l’improvisateur et le compositeur sont dans un même état d'esprit, celui de l’acte de création, il y a une énorme différence entre improviser et composer. La composition n'est pas tributaire du temps, autorise la rature et peut ne jamais aboutir à une œuvre définitive. L'improvisation est une performance, un défi car le musicien doit produire quelque chose en temps réel. C’est, selon Jean-François Zygel, de la « composition instantanée, sans gomme et sans remords ».

Il ne faut pas omettre qu’improvisation et composition se nourrissent et bien souvent s’interpénètrent - le musicologue Louis Delpech déclarant à ce propos : 

« musique improvisée et musique notée « tendent à s’influencer entre [elles], et entretiennent des rapports féconds ». »

Certains genres musicaux comme la fantaisie, le prélude ou la toccata peuvent faire penser à de l’improvisation - « phantasieren » voulant d’ailleurs dire « improviser » en allemand.

### Harmonie avec le groupe
En contexte collectif, l'improvisation présente certaines spécificités. En effet, quand on joue en groupe, les autres musiciens ne peuvent pas être mis de côté. Lorsque l'improvisation est libre, les improvisateurs doivent se montrer capables de produire une construction collective. Lorsque les musiciens utilisent un cadre (une ligne mélodique ou une grille harmonique, par exemple), les improvisateurs doivent se conformer à ce cadre afin de s'assurer d'une référence commune. L'existence d'un cadre imposé n'exclut pas pour autant l'écoute et la construction collective, elle impose simplement de prendre en compte les contraintes du cadre. Quel que soit le contexte libre ou cadré, l'improvisation en groupe suppose donc une écoute subtile et une très forte réactivité.
De plus l'improvisation doit toucher l'attention du public : il faut une communication avec le public, il ne faut pas être le seul à comprendre ce que l'on joue.
On peut donc considérer que comme dans toute communication il y a une part de sacrifice, aussi bien de la part des musiciens que de la part du public. Il arrive néanmoins que l'improvisation se déroule entre musiciens, sans la présence d'un public, notamment lors de Bœuf ou de jam.

## Histoire

### Origine
Avant que n'existe une forme d'écriture propre à fixer par des signes visibles une construction musicale, la musique était vraisemblablement essentiellement orale. Or, les musiques de tradition orale présentent souvent des structures extrêmement codifiées, où la part improvisée apparaît très réduite. Même si les traditions conduisent à fixer des usages, des conventions et des règles, il est vraisemblable que l'improvisation ait pu jouer dans l'histoire des musiques orales—et joue encore—un rôle très important comme élément d'innovation, que ce soit pour combler un vide, tester les possibilités d'un instrument, surpasser un autre musicien, etc. L'importance accordée à ces innovations peut conduire à faire de l'improvisation un élément constitutif essentiel, comme c'est le cas pour les ragas de la musique indienne, dans les pièces de maqâm de la musique arabe irakienne, ou encore dans le jazz.
L'improvisation permet parfois une forte remise en question de la musique initialement jouée, participant à l'émergence de nouveaux styles musicaux.
Le gamelan balinais, les musiques chinoise, japonaise et de nombreuses autres, bien que considérées comme des musiques traditionnelles n'en sont pas moins classiques (en France, l’appellation « musiques du monde » s’applique aussi bien aux musiques traditionnelles de tous les pays qu’aux musiques classiques extra-occidentales).

## Musique classique
Si la fixation de la musique par l'écrit a eu tendance à réduire progressivement la part d'improvisation laissée aux interprètes, elle n'a pas pour autant fait cesser l'improvisation. Dans certains cas, la notation a permis de fournir un cadre à l'improvisation. Il en est ainsi, par exemple, de la musique indienne qui, tout en nécessitant de longues années d'apprentissage, inclut une part improvisée remarquablement importante, mais qui nécessite impérativement de se conformer à des règles très précises.

### Période baroque
Dans la musique occidentale, on en a un exemple frappant avec les concertos écrits au cours de la période baroque où la cadence était laissée en blanc, car le soliste devait alors improviser. Dans la basse continue, bien que le cadre est fixé par le chiffrage proposé par le compositeur, l'instrumentiste réalisant le continuo doit partiellement improviser les voix intermédiaires et peut même introduire des imitations avec la voix du soliste. Qui plus est, il existait des enchaînements de basses fixes qui étaient utilisées comme cadre à l'improvisation.
Certains genres de la musique classique occidentale écrite sont d'origine improvisatoire, tels les préludes, les toccatas, certaines fantaisies (la Fantaisie chromatique de Johann Sebastian Bach est probablement une improvisation écrite a posteriori)[réf. nécessaire]. L'improvisation a été, du XVIIe siècle au XVIIIe siècle, la marque des plus grands musiciens, sur un thème libre ou imposé.

### Musiques classique, romantique et moderne
Beethoven dans ses jeunes années était très réputé pour ses improvisations au piano, et son penchant pour ce style se retrouve dans le sous-titre quasi una fantasia de ses deux Sonates pour piano opus 27 (n° 13 et n° 14). Par la suite, l'improvisation a continué d'exercer une forme de fascination, même chez les compositeurs les plus attachés au support écrit comme en témoigne le titre de certaines œuvres, tels "Improvisations sur Mallarmé I et II" de Pierre Boulez ou les "Improvisations" de Francis Poulenc.

### À l'orgue
Depuis les origines du métier d'organiste d'église, l'orgue classique a toujours été l'instrument de prédilection pour l'improvisation. Non seulement la plupart des grands organistes ont été et sont de grands improvisateurs, mais la formation musicale de l'organiste comprend nécessairement le passage par une classe ou des stages d'improvisation. Étant une discipline spécifique, il existe aussi de par le monde de nombreux concours d'improvisation. Le plus connu est le Concours International d'Improvisation de Chartres.
Il existe trois types de formations de l'improvisation à l'orgue :
Les classes d'improvisation à l'orgue liturgique apprennent au futur organiste liturgique à être capable d'harmoniser une mélodie « à vue », accompagner un office religieux et improviser à la volée des miniatures servant de raccord ou de rallonge pour adapter le temps musical au temps liturgique. Le cas d'école est l'accompagnement musical de la communion dans l'office catholique. Celle-ci étant de durée variable et non prévisible, l'organiste liturgique doit être capable d'écourter ou d'allonger une pièce écrite sans que cela se remarque et il va de soi que cela relève d'un don artistique indéniable.
Les classes d'improvisation classique à l'orgue sont par contre une extension et une mise en pratique des classes d'harmonie, de contrepoint et de composition, où le futur organiste apprend à construire en temps réel une œuvre musicale correspondant à un genre déterminé : improviser une fugue, un choral, un prélude, une toccata, un concerto, etc.
Enfin, les classes d'improvisation à l'orgue forment essentiellement à l'improvisation de concert et requièrent de la part de l'élève un apprentissage important. Dans ce domaine, l’école française d'orgue est dépositaire d'une solide tradition de l'improvisation transmise par des générations de grands organistes improvisateurs, au nombre desquels on ne peut manquer de citer Pierre Cochereau, Marcel Dupré, Charles Tournemire ou encore Pierre Pincemaille,.

## Jazz
La structure du morceau de jazz improvisé est souvent la suivante :
- Thème : c'est souvent un standard, soit repris tel qu'il a été composé, soit arrangé par les musiciens. Il est souvent joué en introduction et en fin de morceau.
- Solo, Chorus : c'est le moment où chaque musicien improvise avec son instrument, généralement en se basant sur la structure de la grille harmonique, qui lui sert de cadre. Au cours de cette improvisation, on suit plus ou moins les méthodes suivantes :

1. les autres musiciens du groupe jouent la grille à mezza voce pour laisser le soliste ressortir ;
2. s'il y a un piano dans le groupe, tous les musiciens peuvent faire silence, laissant simplement le piano accompagner le soliste. Mais en fonction du morceau, du groupe, ou même simplement de l'envie des musiciens, l'accompagnateur peut être un guitariste, un bassiste, voire un batteur, les possibilités ne manquent pas.

Il existe toutefois nombre d'autres possibilités. L'improvisateur peut par exemple improviser, non pas sur une grille (succession mesurée d'accords), mais sur une simple mélodie. Il peut aussi ne pas utiliser de support (c'est le cas de l'improvisation libre).
Il existe encore des situations faisant appel à la communication par le langage. C'est le cas du soundpainting : langage visuel développé par Walter Thompson (constitué de plus de 700 signes) qui permet d'organiser le comportement musical et chorégraphique collectif. Ou encore le langage sonore de grille ouverte constitué d'une trentaine d'idéophones présentant l'originalité d'orienter l'improvisation de l'intérieur même du discours musical.

### Au piano
Le piano tient une place particulière dans le monde de l'improvisation jazz. L'utilisation du piano n'a pas été à proprement parler systématique dans le jazz. On notera notamment son absence des fanfares jazz de style Nouvelle-Orléans (qui étaient amenées à défiler), de même que dans des formations plus modernes tel le quartet de Gerry Mulligan où l'absence d'instrument polyphonique permettait d'alléger l'épaisseur harmonique des compositions et des improvisations et de laisser plus de place au timbre du saxophone baryton. Néanmoins, le piano a probablement été le premier des instruments d'accompagnement des chanteurs et instrumentistes solistes de jazz.
L'instrument a aussi suivi son propre chemin, en tant qu'instrument soliste, porté par de grands pianistes jazz de Jelly Roll Morton, Bud Powell, Earl Hines, Art Tatum, Thelonious Monk ou encore Oscar Peterson, à Bill Evans, Herbie Hancock, Keith Jarrett, Martial Solal et Michel Petrucciani en passant par Cecil Taylor, Ahmad Jamal, Chucho Valdés, ou encore Brad Mehldau.
Au même titre que le piano classique, le piano jazz a d'abord comme énorme avantage de pouvoir se suffire à lui-même. Il est rare d'assister à un concert de jazz où il y aurait, seul sur scène, un saxophoniste solo ou un trompettiste solo. Bien sûr, les instruments d'une formation peuvent exécuter des solos au cours d'un concert, mais il s'agit souvent d'un épisode, une parenthèse. Un grand soliste peut tenir la scène, mais il a besoin d'un soutien lequel est souvent assuré par un pianiste. Stan Getz par exemple, l'un des plus grands saxophonistes jazz, était accompagné (au minimum) par un pianiste. On comprend donc que les instruments monophoniques peuvent avoir plus de difficulté à remplir l'espace sonore. Or le piano échappe à cette règle pour plusieurs raisons :
- c'est un instrument polyphonique, il permet donc à la fois la mélodie et l'harmonie ;
- c'est un instrument à percussion, il permet donc de marquer clairement le rythme ;
- le piano peut donc remplacer l'orchestre alors que ce n'est le cas d'aucun instrument de l'orchestre.

Le piano jazz a permis d'inventer des styles musicaux, des manières de traiter le rythme, la mélodie et l'harmonie du fait même des possibilités du pianiste et du piano. On peut considérer que la grande révélation du piano dans le jazz a été l'usage de la main gauche pour effectuer ce que les jazzmen appellent communément la « pompe » et que les anglo-saxons appellent le « stride » ou la « walking », ce qui en anglais signifie « enjambée ». C'est une technique très virtuose consistant à alterner basse et accord sur un grand écart (saut supérieur à l'octave) afin d'imiter la contrebasse et le banjo.
On admet généralement que les premières pompes sont nées avec Scott Joplin et ses célèbres ragtimes. Cette technique qui nécessite des années de travail pour être parfaitement maîtrisée offre en définitive à la fois un spectacle pour le public, fasciné par cette main qui joue presque simultanément en deux endroits du clavier, l'exploitation orchestrale de toute la largeur du clavier et l'impression d'avoir un pianiste avec trois mains.
Avec l'évolution du jazz, cette technique qui pouvait aussi bien être binaire (une basse, un accord) ou ternaire (une basse deux accords ou deux basses, un accord) a donné corps au swing, au bebop, au boogie-woogie, etc.

## Musique électronique
Dans la musique électronique populaire, les DJs pratiquent l'improvisation lors de leurs prestations sur scène que ce soit en concert, en club ou en rave party. Une nouvelle génération d'improvisateurs voit le jour en Angleterre mené par le groupe de drum and bass The Bays qui a la particularité de ne pas vendre de disque et de ne jamais jouer les mêmes morceaux d'un concert à l'autre. Chacune de leurs prestations scéniques est unique.
Dès 1969, le compositeur Jean-Jacques Birgé improvisait sur des instruments électroniques (synthétiseur à partir de 1973, puis toutes sortes de machines jusqu'au récent Tenori-on ou sa Mascarade Machine), en particulier au sein du groupe Un Drame Musical Instantané (de 1976 à 2008).

## Rock
Certains groupes de rock et de musique expérimentale pratiquent l'improvisation. Outre la guitare électrique, ils ont souvent recours à d'autres objets électriques et/ou électroniques qu'ils modifient avec le circuit bending.